# Campagne, Dordogne

Campagne este o comună în departamentul Dordogne din sud-vestul Franței. În 2009 avea o populație de 367 de locuitori.

## Evoluția populației
| An        | 1975 | 1982 | 1990 | 1999 | 2006 | 2009 |
| --------- | ---- | ---- | ---- | ---- | ---- | ---- |
| Populație | 220  | 220  | 281  | 310  | 318  | 367  |